# Katastrofa lotu Sol Líneas Aéreas 5428
Katastrofa lotu Sol Líneas Aéreas 5428 – katastrofa lotnicza, do której doszło 18 maja 2011 roku we wsi Prahuaniyeu w Argentynie. Katastrofie uległ samolot Saab 340A, należący do linii lotniczych Sol Líneas Aéreas, odbywający lot z Neuquén do Comodoro Rivadavia. W wyniku katastrofy śmierć poniosły 22 osoby (19 pasażerów i 3 członków załogi) - wszyscy na pokładzie.

## Samolot
Saab 340A, który się rozbił, został wyprodukowany w 1985 roku i nosił numer seryjny 25. Jego pierwszym właścicielem były amerykańskie linie lotnicze Comair. Do czasu zakupienia przez linie Sol Líneas Aéreas w czerwcu 2010 roku, maszyna zmieniała właściciela pięć razy. Poprzednim właścicielem samolotu były amerykańskie linie RegionsAir. 

## Załoga i pasażerowie
Na pokładzie samolotu znajdowały się 22 osoby - 19 pasażerów i 3 członków załogi. Wszyscy byli obywatelami Argentyny. Wśród pasażerów znajdowało się jedno dziecko. Feralnego dnia, lot nr 5428 obsługiwała trzyosobowa załoga. Kapitanem samolotu był Juan Raffo, a drugim pilotem był Adriano Bolatti. Jedyną stewardesą na pokładzie była Jésica Fontán.  

## Przebieg lotu
Saab 340A odbywał lot na linii Córdoba - Mendoza - Neuquén - Comodoro Rivadavia. W godzinach wieczornych, samolot wykonał ostatnie międzylądowanie w Neuquén i wystartował w kierunku ostatecznego celu podróży - Comodoro Rivadavia. Kilkanaście sekund przed katastrofą, piloci poinformowali kontrolę lotów o awarii samolotu. Około godziny 20:50 samolot rozbił się na wyludnionym terenie w okolicach wsi Prahuaniyeu. Spośród 22 osób przebywających na pokładzie, nikt nie przeżył katastrofy. Pierwsze ekipy ratownicze dotarły na miejsce zdarzenia dopiero trzy godziny po zderzeniu samolotu z ziemią. 

## Przyczyny
Do przyczyn katastrofy należą:
- Złe warunki pogodowe sprzyjające silnemu oblodzeniu.
- Dezinformacja pilotów (nieaktualny raport pogodowy).
- Błędy pilotów (brak uwagi na prędkość, błędne próby uratowania maszyny z przeciągnięcia).